# Ommatius scopifer
Ommatius scopifer là một loài ruồi trong họ Asilidae. Ommatius scopifer được Schiner miêu tả năm 1868. Loài này phân bố ở vùng Tân nhiệt đới.